# أندرو روسي
أندرو روسي (بالإنجليزية: Andrew Rossi)‏ هو منتج أفلام ومصور سينمائي ومخرج أمريكي، ولد في القرن العشرين في الولايات المتحدة.

## وصلات خارجية
- أندرو روسي على موقع IMDb (الإنجليزية)
- أندرو روسي على موقع ألو سيني (الفرنسية)
- أندرو روسي على موقع أول موفي (الإنجليزية)
- أندرو روسي على موقع قاعدة بيانات الأفلام السويدية (السويدية)
- أندرو روسي على موقع قاعدة بيانات الفيلم (الإنجليزية)
- أندرو روسي على موقع كينوبويسك (الروسية)